# Französische Literatur

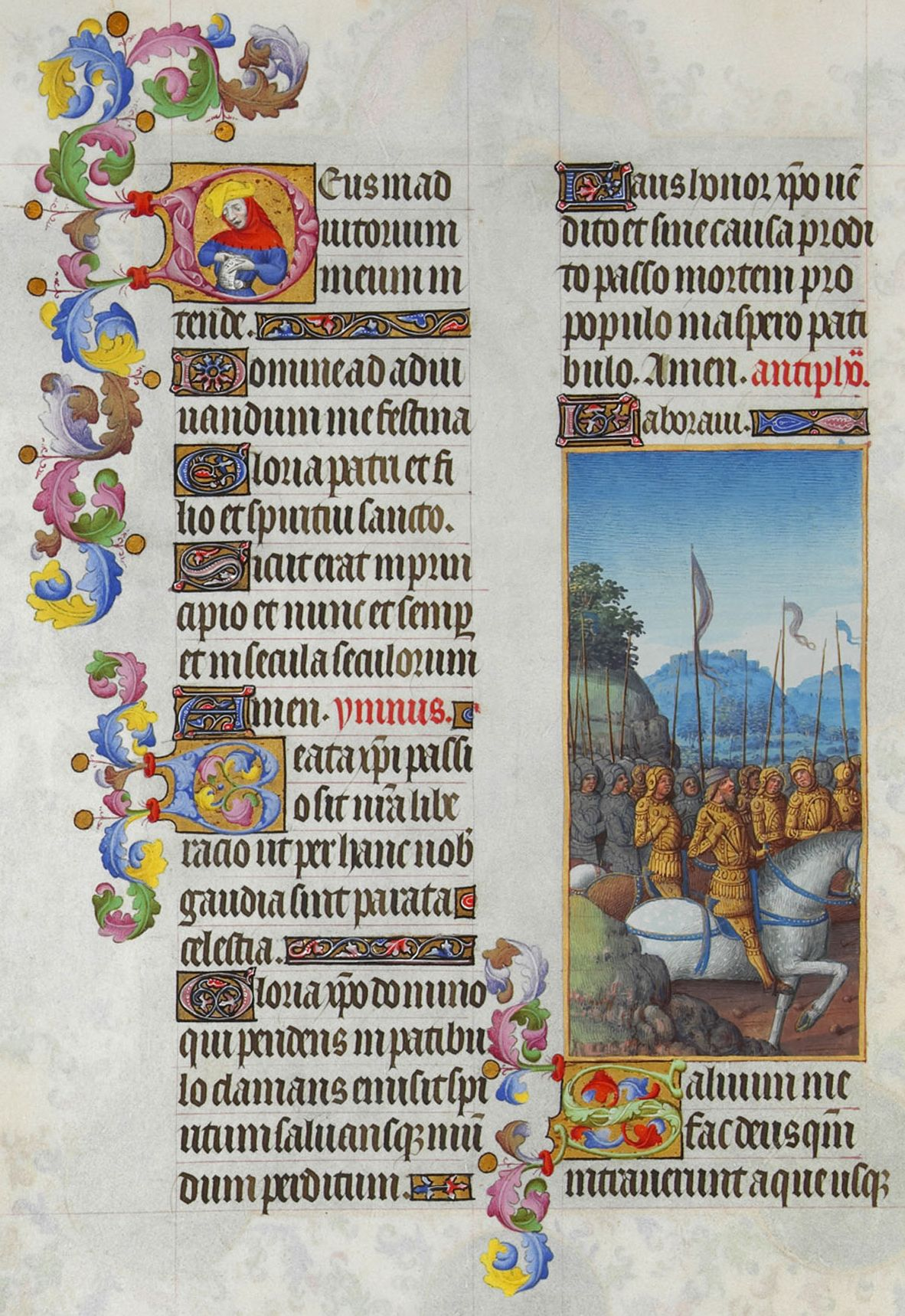
Folio 153v des Les Très Riches Heures du duc de Berry (1412–1416)

Die französische Literatur im engeren Sinne ist die auf Französisch geschriebene Literatur des Mutterlandes Frankreich. Besonders wichtige Werke entstanden im Hochmittelalter, im Absolutismus, im Zeitalter von Aufklärung und Moderne. Das kulturelle Leben des Landes kennt einen Kanon im Unterricht; er soll die Entwicklung eines guten Stils fördern. Französische Literatur umfasst gewöhnlich auch Werke der Disziplinen Philosophie, Theologie, Literaturkritik, Kunstkritik, Memoiren, Biographien, öffentliche Rede, Chanson und Comic.
Diese Darstellung der französischen Literatur beschränkt sich auf die geographischen Grenzen des Staates Frankreich. Vorerst keine Erwähnung findet die französischsprachige Literatur in Kanada, Belgien, Luxemburg, der Schweiz (Literatur der französischsprachigen Schweiz), sowie den ehemaligen Kolonien in der Karibik, Ozeanien, Afrika und Asien; jedoch wird die französische Literatur des 21. Jahrhunderts immer stärker durch Zuwanderer aus Afrika und der Karibik geprägt.

## Sprache

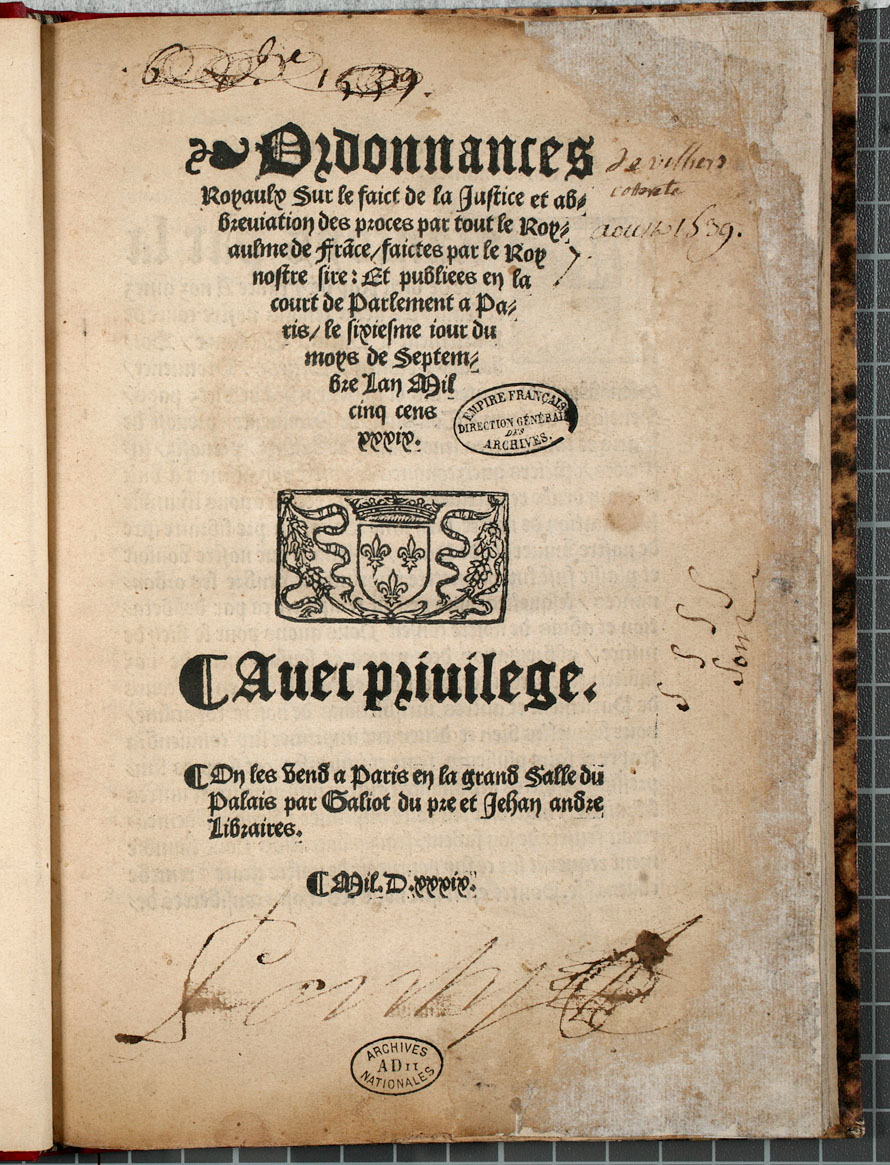
Edikt von Villers-Cotterêts 1539

Das Französische zählt zu den romanischen Sprachen und hat sich aus dem Galloromanischen entwickelt, dem auf dem Boden des spätantiken Galliens gesprochenen lateinischen Dialekt. Diese Volkssprache, für deren ungebildete Sprecher das Kirchenlatein mindestens seit 800 kaum noch verständlich war, enthielt viele germanische Elemente, vor allem aus dem Altfränkischen, aber auch aus dem Skandinavischen und Gotischen. Er enthielt auch einige keltische Elemente, welche allerdings nicht so beeinflussend waren wie die germanischen. Neben dem Französischen ging aus dem Galloromanischen noch eine weitere Sprache hervor, das im Süden des jetzigen Frankreichs gesprochene Okzitanische, die sog. Langue d’oc.
Das mittelalterliche Französisch, das Altfranzösische, war dialektal stärker differenziert als das heutige Französisch: Sowohl die Sprechsprache als auch die Schriftsprache, wie sie von Autoren und Kopisten ab etwa 1100 mehr und mehr (neben dem noch lange Zeit vorherrschenden Latein) verwendet wurde, waren jeweils stark dialektal geprägt. Bis ins 14. Jahrhundert hinein konkurrierten insbesondere das Pikardische und das Anglonormannische mit dem Franzischen, d. h. dem Dialekt der Île-de-France. Dieser setzte sich erst langsam in dem Maße durch, wie sich die politische und kulturelle Rolle von Paris als Hauptstadt festigte.
Die okzitanische Literatursprache, die um 1200 den Höhepunkt ihrer Ausdrucksmöglichkeiten erreicht und eine reiche Literatur hervorgebracht hatte, wurde ebenfalls nach 1300 vom Französischen verdrängt, auch wenn die okzitanischen Dialekte noch bis ins späte 19. Jahrhundert zumindest auf dem Land lebendig blieben.
Die französische Sprache des späten Mittelalters, d. h. des späten 14. und des 15. Jahrhunderts, wird als Mittelfranzösisch bezeichnet. Diesem folgt ab dem Anfang des 16. Jahrhunderts das Neufranzösische.

## Mittelalter –Moyen âge
Vielfach wird als Gründungsjahr Frankreichs 987 genannt, als der Graf von Paris und Herzog von Frankreich Hugo Capet sich zum König wählen ließ, etwas später seinen Sohn Robert als Thronfolger durchsetzte und so die Dynastie der Kapetinger etablierte. Um dieselbe Zeit begann eine Periode des Aufschwungs und Bevölkerungswachstums, die bis nach 1300 (nicht nur in Frankreich, sondern in ganz Europa) andauerte. Städte wurden an Kreuzungen von Handelsstraßen gegründet, es entstanden neue Gesellschaftsschichten (Kaufleute, Handwerker) und die Mobilität stieg an. Damit einher ging eine neue, mächtige religiöse Bewegung, die z. B. den Kreuzzugsgedanken entstehen ließ.

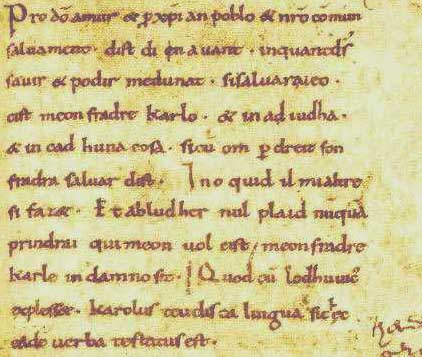
Auszug aus Les Serments de Strasbourg

Der älteste in französischer Sprache erhaltene Text ist die französische Version der Straßburger Eide (Serments de Strasbourg). Sie wurden 842 von dem ostfränkischen König Ludwig dem Deutschen und dem westfränkischen König Karl dem Kahlen sowie ihren Unterführern auf Altfranzösisch und auf Althochdeutsch abgelegt. Es handelte sich hierbei um den Abschluss eines Bündnisses dieser beiden Halbbrüder gegen ihren ältesten Bruder Lothar I. Die Eidestexte sind überliefert als Zitate in der lateinisch verfassten Chronik des Nithard (9. Jahrhundert), die ihrerseits in einer Abschrift aus dem 10. Jahrhundert vorliegt. Der franz. Text zeigt deutlich die Schwierigkeiten bei der Verschriftlichung der gehörten Worte, denn Nithard bzw. der erste Aufschreibende hatte, wie damals üblich, Lesen und Schreiben nur anhand lateinischer Texte gelernt. So etwas wie eine eigene französische Schriftsprache gab es noch nicht, da bis weit über das Jahr 1000 hinaus alles, was für aufschreibenswert gehalten wurde, von lateinkundigen Spezialisten, meist theologisch gebildeten Klerikern, in Latein (dem sog. Kirchen- oder Mittellatein) abgefasst wurde.
Kennzeichnend für die französische Literatur des Mittelalters sind die volkstümlichen Chanson de geste (Heldenepen), der höfische Roman und die höfische Lyrik der Troubadours bzw. Trouvères.

### Bibelübersetzungen und Heiligenepen
Da spätestens gegen 800 das Kirchenlatein von Laien, d. h. Nichtklerikern, nicht mehr verstanden wurde, legte das Konzil von Tours im Jahr 813 fest, dass die Predigten in der Volkssprache zu halten seien. Bis zu den ersten vollständigen Bibelübersetzungen dauerte es noch, zuvor kamen zusammenfassende Übertragungen (z. B. die sog. Passion de Clermont, die das Leiden Christi in 516 Achtsilbern darstellt und Ende des 10. Jahrhunderts. in einer Mischung aus langue d’oc und langue d’oïl entstanden ist) oder Bibelabschnitte (z. B. die vier Bücher der Könige = Li quatre livres des reis aus dem 12. Jahrhundert). Erst im 13. Jahrhundert gab es eine vollständige Übersetzung (Bible français). Noch Papst Innozenz III. (1198 bis 1216) verurteilte die Nacherzählungen der Bibel in französischer Sprache als Quelle der Häresie.
Eine andere Art der christlichen Literatur waren die Heiligenlegenden. Bereits im 6. Jahrhundert entstand die Legende über die Wunder des heiligen Martinus, aufgeschrieben in Latein von Venantius Fortunatus, der zuletzt Bischof von Poitiers war. Die älteste französischsprachige Heiligenlegende (verfasst in assonierenden Achtsilbern) dürfte die Eulalia-Sequenz (Séquence de Sainte Eulalie) von etwa 880 sein, aufgeschrieben von einem Mönch der Abtei von Saint-Amand. Besungen wird hier das Martyrium der heiligen Eulalia, die 304 in Mérida (Spanien) den Tod fand. In der gleichen Abtei wurden im 10. Jahrhundert die Homélie sur Jonas (= Jonasfragment) in einer Mischung aus Französisch und Latein redigiert.
Zu dieser Gattung zählen des Weiteren:
- Vie de Saint Léger[2] (= Leodegarlied, anonym, um 980, 40 Achtsilberstrophen mit je 6 Versen) Das Gedicht aus dem 10. Jahrhundert erschien gemeinsam mit der Passion Christi in einer Handschrift.[3]
- Vie de Saint Alexis[4] (= Alexiuslied, anonym, 2. Hälfte 11. Jahrhundert, 125 Zehnsilberstophen)
- Voyage de Saint Brendan[5] (= Brendansreise, Benediz, 1112, nach der lat. Vorlage Navigatio sancti Brandoni)
- Vie de Saint Thomas Becket (≈ 1174 verfasst von Guernes).

Um 1190 entstand das Purgatoire de saint Patrice, eine Verselegende, die lange Marie de France, der ersten französischsprachigen Dichterin, zugeschrieben wurde. Das erste überlieferte Theaterstück in französischer Sprache, das Jeu d'Adam (= Adamsspiel), das Erbsünde und Erlösung thematisiert, entstand zwischen 1146 und 1174.

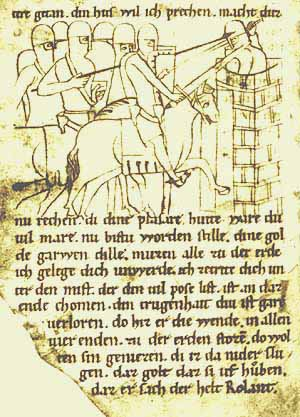
Das Rolandslied (La Chanson de Roland)

### Heldenepen –Chansons de geste
Wohl im 11. Jahrhundert begann die Aufzeichnung von bis dahin nur mündlich von professionellen Spielleuten tradierten Heldenepen, in denen in assonierenden Zehnsilblern überwiegend Kriegstaten Kaiser Karls des Großen und/oder seiner Paladine und Nachfolger erzählt werden. Wer diese Texte niederschrieb, ob Kleriker oder Spielleute, ist bisher unklar. Die Werke lassen sich in vier Kategorien einteilen:
- Karlszyklus (mit Chanson de Roland = Rolandslied, zwischen 1075 und 1100)
- Wilhelmzyklus (mit Chanson de Guillaume = Wilhelmslied, 12. Jahrhundert)
- Empörerzyklus (Hauptwerk: Renaut de Montauban, ≈ 1200)
- Kreuzzugszyklus (mit Chanson de Jerusalem)

### Antikenroman –Roman antique
Im 12. Jahrhundert gab es eine Renaissance antiker Texte, die für neue Schriften adaptiert wurden. So erfreute sich bspw. Ovids Metamorphosen großer Beliebtheit als Vorlage und es entstand Philomela (von Chrétien de Troyes), Narcissus-Lai (anonym) und die Versnovelle Pyramus et Tisbé.
Eine weitere vielgenutzte Quelle war der Alexanderroman, den Anfang des 12. Jahrhunderts Albéric de Pisançon für seine französischsprachige Fassung verwendete. Es folgte Alixandre en Orient von Lambert le Tort und das anonym verfasste Mort Alixandre. Die drei Werke stellen das Leben und Sterben Alexanders des Großen dar, ein Thema, welches Alexandre de Bernay in seinem Roman d’Alexandre ebenfalls anwendete. De Bernay brachte hierbei eine metrische Neuerung hervor, die sog. Alexandriner. Der gesamte Text umfasst ca. 15.000 Verse und ist in vier Abschnitte unterteilt: Jugend – Eroberung von Tyrus bis zur Niederlage des Darius – Kämpfe gegen Darius und Porus, Asienreise, Begegnung mit den Amazonen – Krönung, Ermordung, Begräbnis.
Weitere Werke dieser Gattung sind:
- Roman de Thèbes (anonym, ≈ 1150 nach Thebais des Statius)
- Roman de Troie[6] (Benoît de Sainte-Maure, ≈ 1160)
- Roman d’Énéas (anonym, ~ nach Äneis von Vergil)
- Roman de Brut / Geste des Bretons (Wace, 1155 verfasst am englischen Hofe nach Historia Regum Britanniae von Galfrid von Monmouth)

### Höfischer Roman –Roman courtois

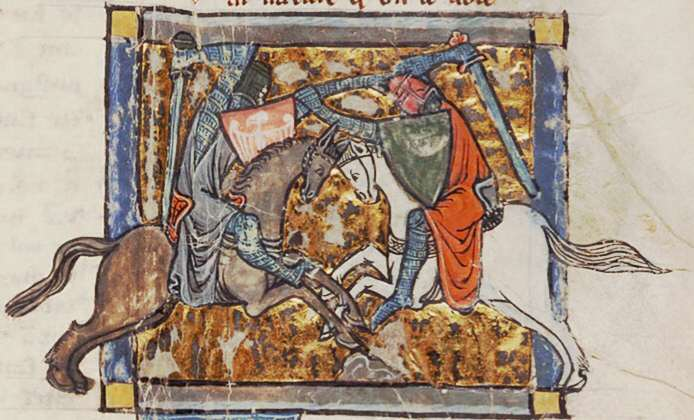
Illustration zu Chrétien de Troyes: Yvain, le Chevalier au Lion

Einer der bedeutendsten Autoren dieser Literaturgattung des Mittelalters war Chrétien de Troyes (≈ 1140 bis ≈1190). Sein erster Roman war Érec et Enide (≈1170, 6878 Achtsilber), die Geschichte von Erec, einem Ritter vom Hofe des König Artus, und seiner Frau Enide, sowie deren gemeinsame Abenteuer. Es folgte Cligès (≈1176, 6664 Achtsilber in Kreuzreimen), der von Geoffroy de Lagny (syn. Godefroy de Leini) vollendete Le Chevalier de la charrette (Lancelot) (≈1177–81, 7112 Achtsilber), Le chevalier au lion (Yvain) (≈1177–81, 6808 Achtsilber) und unvollendet Conte del Graal (≈1181), mit der von ihm erfundenen Hauptperson Perceval (den später Wolfram von Eschenbach als Parzival eindeutschte). Chrétien de Troyes war wahrscheinlich anfangs Hofdichter bei der Gräfin Marie de Champagne. Später schrieb er für Philippe d'Alsace (Philipp von Elsass), dem Graf von Flandern.

### Schicksalsroman –Roman d’aventure
Der Unterschied zum roman courtois liegt in der fehlenden höfischen Rahmenhandlung. Als Vorlage diente der griechische Abenteuerroman Historia Apollonii regis Tyri in einer lateinischen Übersetzung aus dem 6. Jahrhundert. Ein frühes Werk dieser Gattung ist Floire et Blancheflor (um 1160, ca. 3000 Achtsilbler) von einem unbekannten Autor, der vermutlich aus dem Umfeld der Kirche stammt. Es erzählt die Geschichte von zwei gemeinsam aufgewachsenen Kindern, die erst nach vielen Schwierigkeiten zueinander und ihrer Liebe finden. Im 13. Jahrhundert gab es eine Nachbearbeitung unter dem Titel Aucassin et Nicolette, die als künstlerisch höherwertig gilt.
Hauptvertreter dieses Genre ist Gautier d’Arras, der lange Zeit am Hofe von Blois lebte. Er verfasste Eracle (zwischen 1176 und 1181, 6593 paarweise gereimte Achtsilbler) und Ille et Galeron (≈1178/79, 6592 paarweise gereimte Achtsilbler). Eracle vereinigt chanson de geste und Liebesromantik in sich, mit der Gattin eines Kaisers die ihn betrügt als Hauptperson.
Als weitere Werke können angesehen werden:
- L’Escoufle (Jean Renart, 1195–1202)
- Partenopeus von Blois (unbekannt, vor 1188)
- Roman de la Violette (Gerbert de Montreuil, ≈1229)
- Jehan et Blonde und La Manekine (Philippe de Remy, Ende 13. Jahrhundert)

### Trobadordichtung

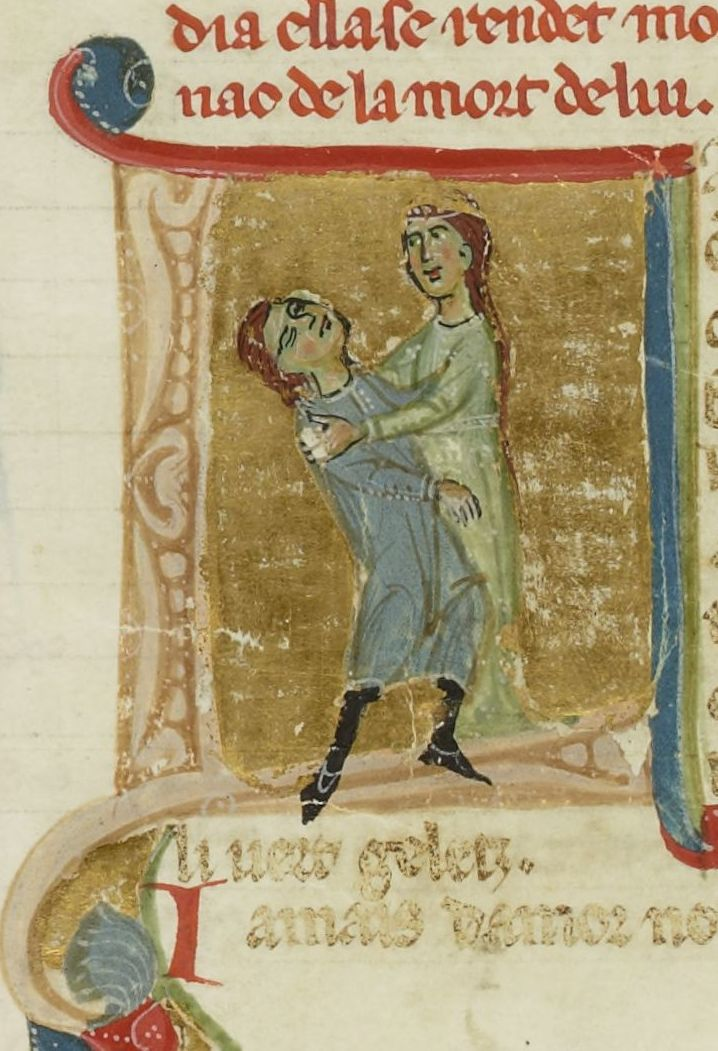
Der Tod des Trobadors Jaufre Rudel, MS Paris, B.N.F. fonds français 854, f. 121v

Die Herleitung des Wortes Trobadour ist nicht geklärt. Eine Quelle leitet es von dem provenzalischen „trouver“ (= finden) ab. Damit ist gemeint, dass der Trobador zu der Musik die passenden Worte – oder auch umgekehrt – findet. Eine andere Sichtweise bedient sich der linguistischen „Tropen“, unter denen man kleine Sätze versteht, deren Text das unzuverlässige Gedächtnis unterstützt und durch mit Bedeutung gefüllte Wörter befähigt, Melodien zu behalten. Während es auch noch die banale Übersetzung „Dichter“ gibt, ohne auf eine Herleitung einzugehen.
Eindeutig ist jedoch die Unterteilung in provenzalische Trobadours und nordfranzösische Trouvères, wobei die provenzalische Lyrikform die ältere ist, im Norden trat sie erst um 1160/70 auf.
Auch die Herkunft dieser Lyrikform ist nicht abschließend geklärt. So werden die arabische Lyrik, die klassisch-lateinische Poesie, die mittellateinische Vagantendichtung und die mittellateinisch-liturgische Poesie als Einflüsse angeführt. Als ihr erster Vertreter wird übereinstimmend Wilhelm IX. Graf von Poitou und Herzog von Aquitanien (1071–1127?) genannt. Er gehörte damals zu den reichsten Adligen Frankreichs, so besaß er mehr Ländereien als der König. Er galt als leidenschaftlicher Liebhaber der Frauen und seine Texte waren sehr oft frivolen Inhalts. Und doch drücken sie auch eine große Liebe aus, wie es bislang noch unbekannt war. Hauptthema ist immer wieder die unerfüllbare Liebe zu einer verheirateten oder sozial unerreichbaren Frau, der „Herrin“.
In dem Werk „Führer durch die französische Literatur des Mittelalters“ unterteilen die Autoren Louis Kukenheim und Henrie Roussel die provenzalische Lyrik in sieben Formen:
- Canzo (Kanzone, Chanson): die Liebe zu einer Frau wird durch ein Pseudonym verklausuliert.
  - Arnaut Daniel Lo ferm valer quelle cor m'intra
- Sirventes: der Sänger wird hier für seinen Dienst bezahlt (serviteur = Diener).
  - Marcabru Dirai vos en lati
- Colba: auf ein einziges Couplet verkürzter sirventes.
- Alba (Tagelied): hier wird eine Liebe beschrieben, die – wegen der Eltern oder des Ehemanns – nur nachts stattfinden darf.
- Pastourelle: festes Schema, in dem ein Ritter eine Hirtin trifft und sie zu verführen versucht, mit unterschiedlichem Fortgang oder Erfolg.
- Tenso: Lied in Dialogform (oder Diskussion), bei dem sich die Dichter bei jeder Strophe abwechseln (tendere = kämpfen, diskutieren).
- Partime oder joc partit: ähnlich wie tenso, jedoch mit Wechsel erst nach einem ganzen Gedicht. Am Ende erfolgt ein Schiedsspruch.

In der Zeit zwischen dem späten 12. Jahrhundert und 1300 gab es im Süden ca. 450 Trobadors, die ein Werk von insgesamt ca. 2500 Texten hinterließen.
Zu den wichtigsten Trobadoren gehören:
- Bernart de Ventadorn (um 1150 bis ≈1195)
- Raimbaut de Vaqueiras (um 1155 bis 1205)
- Peire d'Alvernha (1138–1180)
- Guillem de Cabestany (um 1160–nach 1212)
- Peire Cardenal (um 1180 bis 1278)
- Bertran de Born (um 1140 bis vor 1216)
- Folquet de Marselha (um 1160 bis 1231)
- Guilhelm de Cabestanh (um 1190 bis 1212), der von Stendhal in dem Roman De l'amour verewigt wurde

Nach 1250 starb die Trobadorkunst im Süden allmählich aus.
Eleonore von Aquitanien, die Enkelin von Wilhelm IX., heiratete 1137 den französischen König Ludwig VII. In ihrem Gefolge verbreitete sich die Trobadorlyrik in Nordfrankreich, wo diese Minnesänger trouveres genannt wurden.

## Renaissance

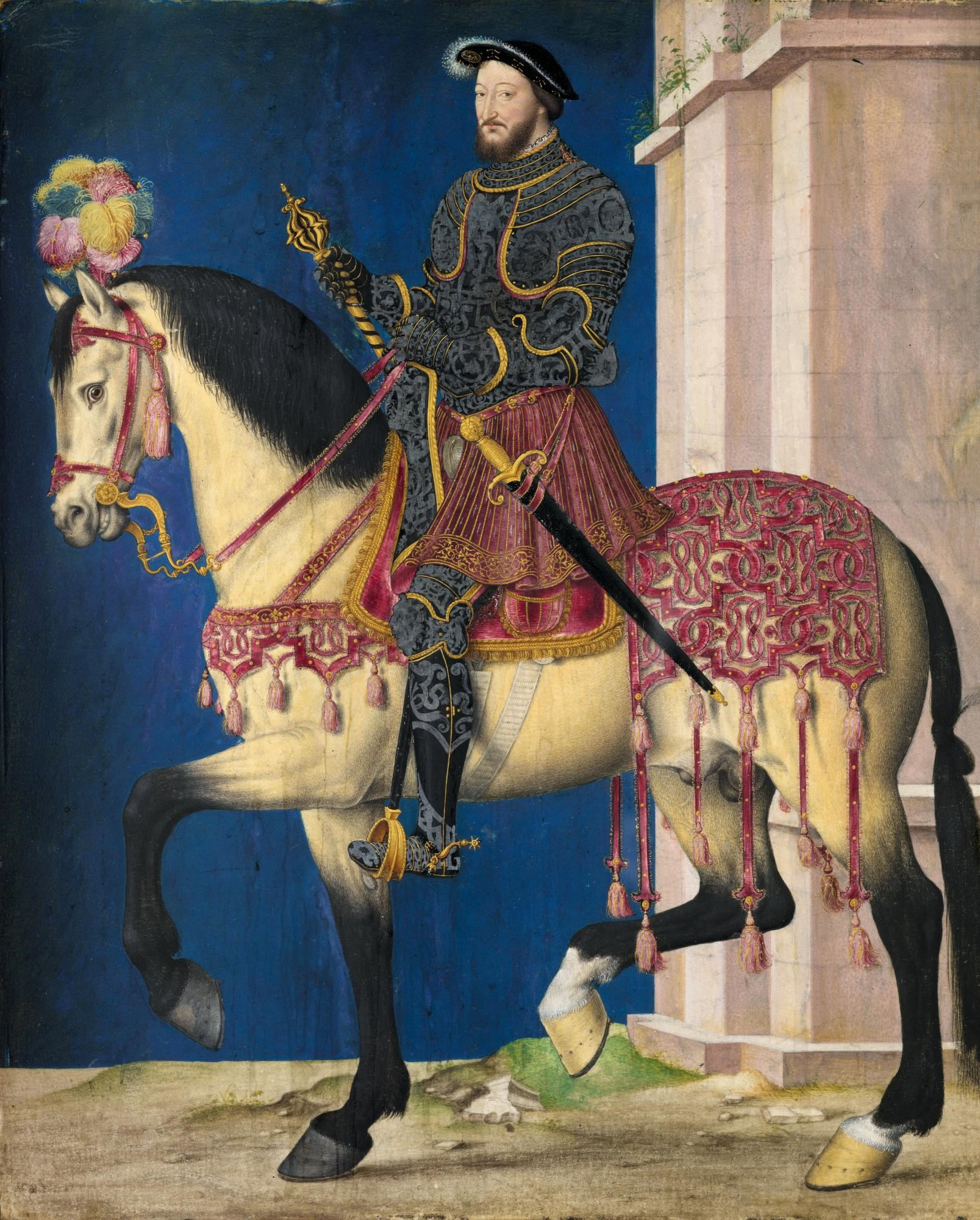
Franz I. (François Ier): Französisch wird zur Amtssprache in Frankreich

Das Zeitalter der Renaissance lässt sich in Frankreich zwischen 1494 (Italienkrieg, Auseinandersetzung mit Habsburg) und 1598 (Edikt von Nantes) einordnen. In diesen etwas über 100 Jahren ereignete sich 1498 mit dem Tod Karls VIII. ein Dynastiewechsel in dem französischen Königshaus, die Familie der Orléans-Angoulême löste die Valois ab. Der erste König dieser Familienlinie war Ludwig XII. Doch die Machtkämpfe zwischen den Familien Valois, Bourbon-Navarra, Guise und Coligny nahmen zu und gipfelten in der sog. Bartholomäusnacht von 1572, bei der während einer Fürstenhochzeit in Paris alle dort versammelten Hugenotten ermordet wurden.
Das Papsttum sank im Ansehen der Bevölkerung, das machtpolitische Streben und die öffentlich werdende moralische Dekadenz des Klerus gerieten stärker ins Blickfeld und damit auch in die Kritik. Jacques Lefèvre d’Étaples war einer der Vorkämpfer, der für Reformen eintrat und ähnliche Ansätze wie Luther in Deutschland verfolgte. Fortgesetzt wurde dieses Gedankengut von Johannes Calvin, nach dem der Calvinismus benannt wurde. Aus Italien kommend breitete sich, verbunden mit den Namen Petrarca, Boccaccio und Bruni, der Gedanke des Humanismus aus und fand seine Fortsetzung u. a. bei Desiderius Erasmus, Clément Marot und François Rabelais. Neue Kontinente wurden entdeckt, es entstanden französische Kolonien in Nordamerika.
Der Aufschwung des Buchdrucks, der im ausgehenden 15. Jahrhundert in Frankreich noch verboten werden sollte, führte im 16. Jahrhundert zu einer größeren Verbreitung von französischsprachigen Werken. Von 1501 bis 1585 stieg die Zahl von 7 auf 245 Büchern, was letztlich mehr als der Hälfte aller gedruckten Titel entsprach.
Franz I., der zweite französische König des Renaissancezeitalters, veranlasste den Bau von der Sorbonne unabhängiger Kollegien (=Collège), die mit Laienprofessuren arbeiteten. Hier wurden klassische Sprachwissenschaften (Hebräisch, Griechisch, Latein), Philosophie, orientalische Sprachen, Medizin und Bibelwissenschaft gelehrt. Insgesamt entstanden im 15. Jahrhundert 12 solcher Universitäten.

### Lyrische Dichtung
Am Anfang dieser Epoche stand die französische Lyrik noch stark im Einfluss der mittelalterlichen Troubadours. Doch es kam zu einer sprachlichen Verfeinerung, Wortspielen, Schachtelsätzen und einer neuen dichterischen Kunstfertigkeit.
Zu ihren bekanntesten Vertretern gehörten Jean Lemaire de Belges [1473–1515] (Les illustrations de Gaule et singularitez de Troye, 1509–13), der von 1507 bis 1509 die Italienfeldzüge von Ludwig XII. dichterisch beschrieb (Voyages de Gênes, Voyages de Venise) und Clément Marot [1496–1544] (Temple de Cupidon, 1515; Adolescence clémentine, 1532; Dieu gart la cour, 1537; Enfer 1542), ein Anhänger der kirchlichen Reformbewegung, was ihm den Vorwurf der Ketzerei einbrachte. Einige Zeit war Marot auf der Flucht, bis er aller Ketzerei abgeschworen hat und an den Hof zurückkehren durfte. Berühmt sind seine Cinquante pseaulme de David en française, die 1562 Aufnahme in den protestantischen Gottesdienst fanden. Er selber starb verarmt in Turin.
Im Süden Frankreichs entstand ein Kreis namens Lyoner Dichterschule. Hierzu zählte als ihr geistiger Führer Maurice Scève [1500–1560], der sein Hauptwerk Délie, objet de plus haute vertu (449 Zehnzeiler) im Jahr 1544 im Stil eines Petrarca verfasste. Mitglieder waren Louise Labé [?–1565] (Le débat de Folie et d’Amour, 1555) und Pernette Du Guillet [1520–1545] (Rymes de gentille et vertueuse dame D. Pernette Du Guillet, Lyonnaise, 1545).

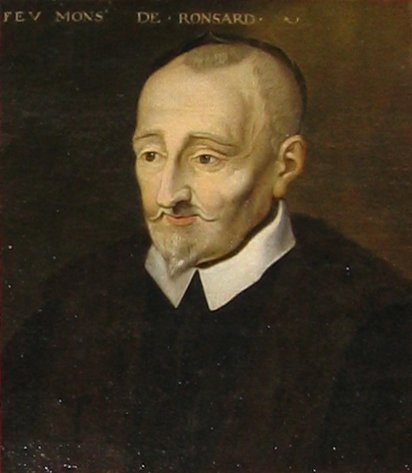
Pierre de Ronsard, Mitbegründer der Pléiade

Eine andere Gruppe von Dichtern war die „Pléiade“. Hierzu zählten einige bedeutende Autoren der damaligen Zeit:
- Étienne Jodelle (Cléopâtre captive, 1553)
- Joachim du Bellay [1522–1560] (L’Olive, 1549; Antiquitez de Rome, 1558; Regrets, 1558)
- Pierre de Ronsard [11. September 1521–1585] (Quatre premiers livres des odes, 1550; Les amours de Cassandre Salviati, 1552; Cinquième livre, 1552; Amours de Marie, 1555; Hymnes, 1555–64; Discours des misères de ce temps, 1562; Continuation, 1562; Sonnets pour Hélène, 1578; Franciade, 1572)
- Jean-Antoine de Baïf [1532–1589] (Les amours de Meline, 1552; Les amours de Francine, 1555; Mimes)
- Rémy Belleau [1528–1577] (Bergerie, 1565–1572)
- Jean de La Péruse († 1554)
- Jean Dorat
- Peletier du Mans [1517–1582]
- Pontus de Tyard [1521–1603] (Erreurs amoureuses)
- Olivier de Magny [1530–1561] (Les amours d’Olivier de Magny, 1553; Les Soupirs, 1557)

Die dichterischen Grundsätze wurden in dem Text Deffence et illustration de la langue françoyse (1549) manifestiert. Sie wandten sich dabei von der mittelalterlichen Dichtung ab und sahen die Ode, Ekloge, Hymne und das Sonett aus der Antike oder des Italienischen als Vorbild. Zudem widmeten sie sich der Pflege der französischen Muttersprache. Bis ungefähr 1580 blieb die Pléiade eine große Konstante in der Dichtung, geriet dann aber zunehmend in Vergessenheit. Die zweite Generation dieser Gruppe (u. a. Binet, Antoine Héroët, Magny, Tahureau) erreichte nicht mehr das gewohnte Niveau.

### Erzählende Dichtung

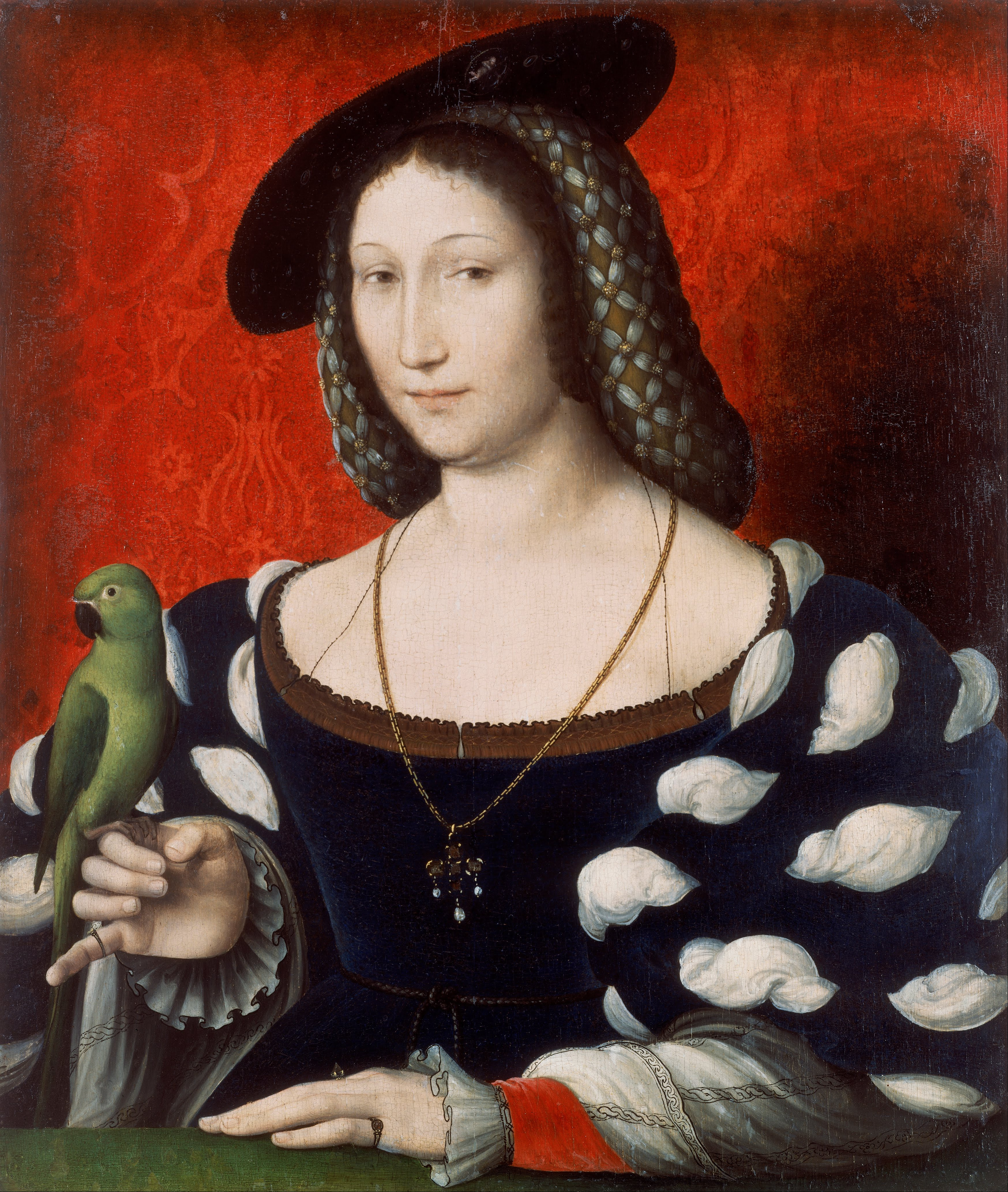
Margarete von Angoulême

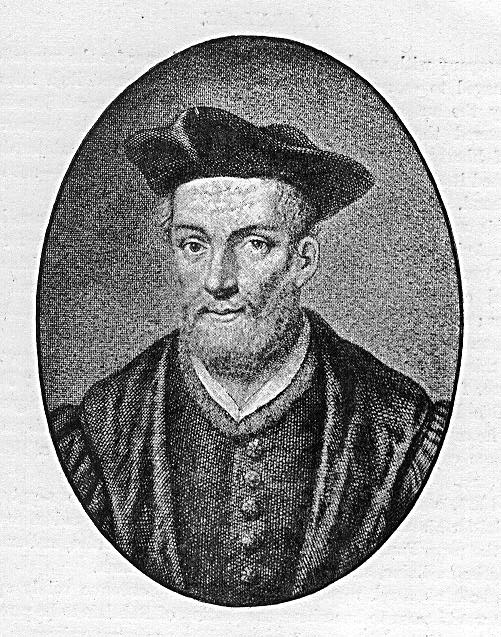
François Rabelais, Verfasser des Gargantua et Pantagruel

Franz I. ließ von Nicolas Herberay des Essarts den Amadisroman aus dem Spanischen übersetzen (Amadis de Gaule, 1540–1548). Ein Ritterroman, der die Geschichte von Amadis erzählt, dem unehelichen Sohn des Königs Périon. Es entstanden noch viele Jahre Fortsetzungen und Nachahmungen von anderen Dichtern.
Die Grand Dame der Renaissance war Margarete von Navarra (1492–1549) (Herzogin von Alençon, Königin von Navarra in der Ehe mit Henri d’Albret, Schwester von Franz I., Großmutter Heinrichs IV.). Sie hinterließ ein umfangreiches Werk, das sich auch mit der Philosophie, Metaphysik und der reformistischen Bewegung beschäftigte (Dialogue en forme de vision nocturne, 1525; Miroir de l’âme pécheresse, 1531). Ferner schrieb sie Lyrik (Les Maguerites de la Marguerite des princesses, 1547) und Novellen (L’Heptaméron des nouvelles, 1540–1549) die an Boccaccios Decamerone angelehnt waren.
Eine weitere Novellensammlung in dem Stil ist Nouvelles récréations et joyeux devis von Bonaventure des Périers, die postum 1558 erschien, herausgegeben von seinem Freund Antoine Du Moulin. Zu der gleichen Gattung gehören zudem:
- Propos rustiques (1547), Baliverneries ou Contes nouveaux d'Eutrapel (1548), Contes et discours d'Eutrapel (1585) von Noël du Fail
- Le printemps d'Yver (1572) von Jacques Yver

Der bedeutendste Autor dieser Zeit war François Rabelais (1494? – 1553). Sein Hauptwerk ist der Romanzyklus Gargantua und Pantagruel mit den Einzeltiteln:
- Les horribles et espouvantable aventures de Pantagruel, roy des Dipsodes, 1532
- Vie inestimable du Grand Gargantua, père de Pantagruel, 1534
- Tiers Livre des faicts et dicts héroicques de Pantagruel, 1546
- Le Quart Livre des faicts et dicts héroicques du noble Pantagruel, 1552
- Le Cinquiesme et dernier livre des faicts héroicques du bon Pantagruel, post hum 1564 (vollständigen Autorenschaft angezweifelt)

Erzählt wird Geburt, Kindheit, Jugend und Abenteuer des Riesen Pantagruel und seinem Vater Gargantua. Rabelais entnahm die Idee dem 1532 erschienenen Buch unbekannten Verfassers Grandes et inestimables Cronicques du grant et énorme géant Gargantua. Der Name Pantagruel wurde erstmals in einem Mysterienspiel des Simon Greban verwendet. In den Bänden 3 – 5 nahm Rabelais immer mehr zeitgeschichtliche Vorkommnisse satirisch auf.
In der Spätrenaissance sind Pierre de Bourdeille (≈ 1540–1614) und Béroalde de Verville (1558 – ≈1623) zu nennen.

### Dramatische Dichtung
Das französische Drama war in der Entwicklung noch weit zurück. Erst später, im 17. Jahrhundert orientierte es sich an der antiken Form. Einer ihrer Vorreiter war Théodore de Bèze (1519–1605), der 1550 Abraham sacrifiant veröffentlichte.
Aus dem Kreis der Pléiade folgten Étienne Jodelle (1532–1573), mit der Komödie Eugène (1552) und den Tragödien Cléopâtre captive (1553), Didon se sacrifiant (≈1555) und La Rencontre (≈1553) und Jean de La Taille (≈ 1535 – ≈ 1617) (Saül le furieux, ≈ 1562; Les Corrivaux, 1562).
Ein viel gelesener Tragödienautor war Robert Garnier (1544–1590) mit seinen Römerdramen Porcie (1568), Cornélie (1574) und Marc-Antoine (1578) sowie dem biblischen Werk Les Juives (1583). Er war einer der ersten, der ein Werk für die Mischgattung Tragikomödie (Bradamante, 1571–1573) verfasste. Garnier gilt als Vorbereiter der Klassik.
Weitere Theaterautoren des 16. Jahrhunderts:
- Louis Des Masures (Tragédies saintes, 1566; David combattant, David fugitif, David triomphat)
- Thomas Lecoq (Caïn, 1580)
- Gabriel Bounin (La soltane, 1561)
- Antoine de Montchrestien [1576–1621] (La reine d’Ecosse, 1603)
- Pierre de Larivey [≈ 1540 – ≈ 1619] (Les esprits)
- Jean de la Péruse (Médée, 1553)
- Jacques Grévin (La Mort de César, 1561)
- Rémy Belleau (La reconnue, 1563)

Mit Dafne von Jacopo Peri entstand 1596 die erste französische Oper, die Musik dazu ist nicht überliefert.

### Das Epos
In der Tradition von Homer und Vergil wollte die „Pléiade“ das Epos zu neuem Glanz bringen. Diese Literaturgattung hatte als Haupteigenschaft ein mythisches Geschehen mit nationaler und religiöser Bedeutung, einen im Auftrag der Götter handelnden Helden und eine ausführliche Schilderung seiner Taten.
Ein frühes, aber unvollendetes Werk ist die Franciade von Pierre de Ronsard, begonnen 1550, gefördert von Karl IX. und abgebrochen nach vier Büchern. Erzählt wird die Geschichte von Astyanax (Sohn des Hektors), der nach dem Fall von Troja und einer Gefangenschaft in Epirus mit einem Schiff bei Aigues-Mortes in der Provence landet. Er gründet Paris und wird der Stammvater der Franken.
Die Schöpfungsgeschichte in epischer Form schrieb Guillaume du Bartas mit La sepmaine ou création du monde (1578/79), in der Jahwe Held der Dichtung ist. Das Werk erreichte über 50 Auflagen und wurde in viele Sprachen (u. a. ins Deutsche) übersetzt.

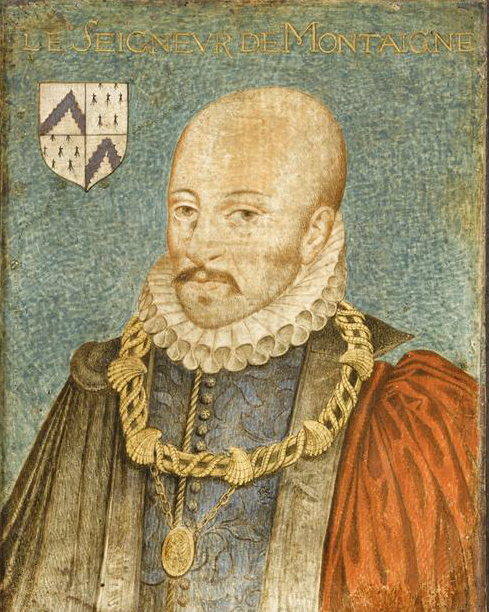
Montaigne auf einem zeitgenössischen Gemälde

Mit den Religionskriegen beschäftigte sich Agrippa d’Aubignè in Les Tragiques (1577–89). Es umfasst sieben Gesänge mit fast 10.000 Alexandrinern und handelt von dem Schicksal der Calvinisten im Kampf gegen die Katholiken. Die erste Veröffentlichung erfolgte erst 1616 und galt somit nicht mehr als aktuell. Aber es kann in seinem manierierten Sprachstil als Vorbote des Barock gelten.

### Der Essay
Das erste Werk, das diese Bezeichnung im Titel trägt, sind die Essais (1580–1588) von Michel de Montaigne, die in drei Bänden 107 Essays enthalten. Vorläufer waren Schriften von Erasmus und Lefèvre d’Étaples. Doch brachte Montaigne als Neuerung seine Erlebnisse und Meinungen mit ein.
Essai bedeutet im französischen Probe, Versuch, Übung und wurde vom Autor als Prozess der Selbstfindung deklariert. Die von ihm behandelten Themen sind sehr vielfältig und unterschiedlich lang. Er findet Nachfolger besonders in England (Francis Bacon, Alexander Pope, David Hume).
Inspiration für sein Werk fand Montaigne bei den Geschichtsschreibern Jean Bodin (Methodus ad facilem historiarum cognitionem, 1566 und Six livres de la république, 1576) und Étienne Pasquier (Recherches de la France, 1560).

## 17. Jahrhundert –le siècle classique
Das 17. Jahrhundert in Frankreich ist geprägt von Ludwig XIV., dem sogenannten Sonnenkönig. Er einte das Land und erreichte ein großes außenpolitisches Ansehen, hinterließ bei seinem Tod jedoch auch einen bankrotten Staat. In diesem Jahrhundert, das als le siècle classique bezeichnet wird, erreichten die bildenden Künste einen bis dato einmaligen Höhepunkt.
Das klassische Jahrhundert wird von 1598 (Edikt von Nantes) bis 1715 (Tod von Ludwig XIV. am 1. September) angesetzt, wobei eine Unterteilung in Barock (1598–1661) und Klassik (1661–1715) möglich ist, mit der Trennung beim Regierungsantritt von Ludwig XIV. Die meisten und qualitativ hochwertigsten Werke entstanden in der Zeit von 1660 bis ca. 1685 (Hochklassik). Zu dieser Zeit fand die zunehmende Buchproduktion eine immer größere Leserschaft, die bis in das mittlere und untere Bürgertum reichte, wenngleich die Auflagen von 1000–1500 Stück im Vergleich zu heutigen Verbreitungswegen niedrig waren. Die Literatur fand auch durch die Salons eine weitere Verbreitung, so z. B. bei der Marquise de Rambouillet.

### Barock
Die erste wichtige literarische Strömung in der französischen Literatur des 17. Jahrhunderts ist die Barockliteratur, wozu unter anderem der Dramatiker Jean Rotrou und der Romanschriftsteller Cyrano de Bergerac sowie Alain-René Lesage mit seinem populären Schelmenroman Gil Blas beitrugen. Lesage war der erste französische Autor, der von den Erträgen seiner literarischen Arbeit leben konnte.

### Klassik
Die französische Klassik, eine der wichtigsten Epochen der französischen Literatur ist zunächst eine Gegenbewegung zur „gekünstelten“, metaphernreichen und daher schwer verständlichen Barockdichtung, wie sie schon der Lyriker François de Malherbe um 1610 gefordert hatte. Sie zeichnet sich durch das Streben nach künstlerischer Perfektion, gedanklicher Präzision und hoher Moral aus. Die französische Klassik basiert außerdem auf der Rezeption der antiken Literatur und Mythologie. Sie versucht ein harmonisches Gleichgewicht zwischen Natur und Mensch zu erreichen. Während der Klassik erlebten mehrere bedeutende Gattungen (wie das Theater oder auch die für die französische Literatur typische Moralistik) ihre Blütezeit.
Den Kern der Klassik bilden wenige zwischen 1659 und 1678, also auf dem Höhepunkt des absolutistischen Königtums unter Ludwig XIV. entstandene Werke dreier Dramatikerer Pierre Corneille (Le Cid), Molière (Don Juan, Tartuffe, Le Malade imaginaire) und Jean Racine (Phèdre), die gern gesehene Gäste am französischen Königshof in Versailles waren und dort hohes Ansehen genossen.
Die Versdichtung war vor allem durch Jean de la Fontaine mit seinen berühmten Fabeln vertreten, die moralisch-philosophische Literatur durch François de La Rochefoucauld und Blaise Pascal. Auch der moderne französische Roman wurde zu dieser Zeit dank La Princesse de Clèves der Mme de La Fayette geboren. Seit etwa 1690 bereitet sich jedoch die Periode der Aufklärung vor.

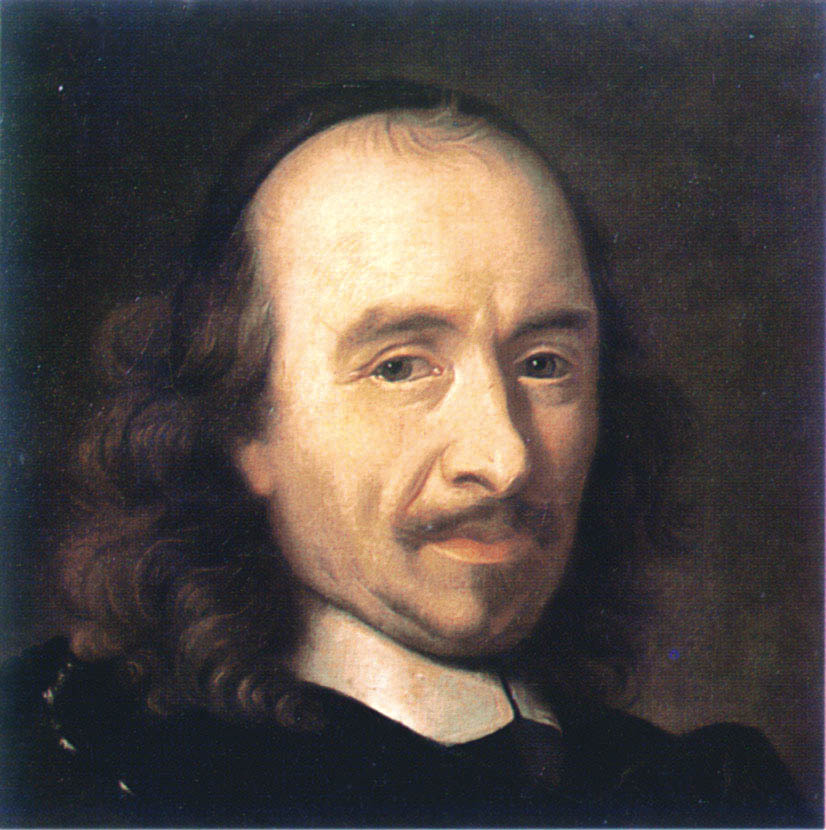
Pierre Corneille
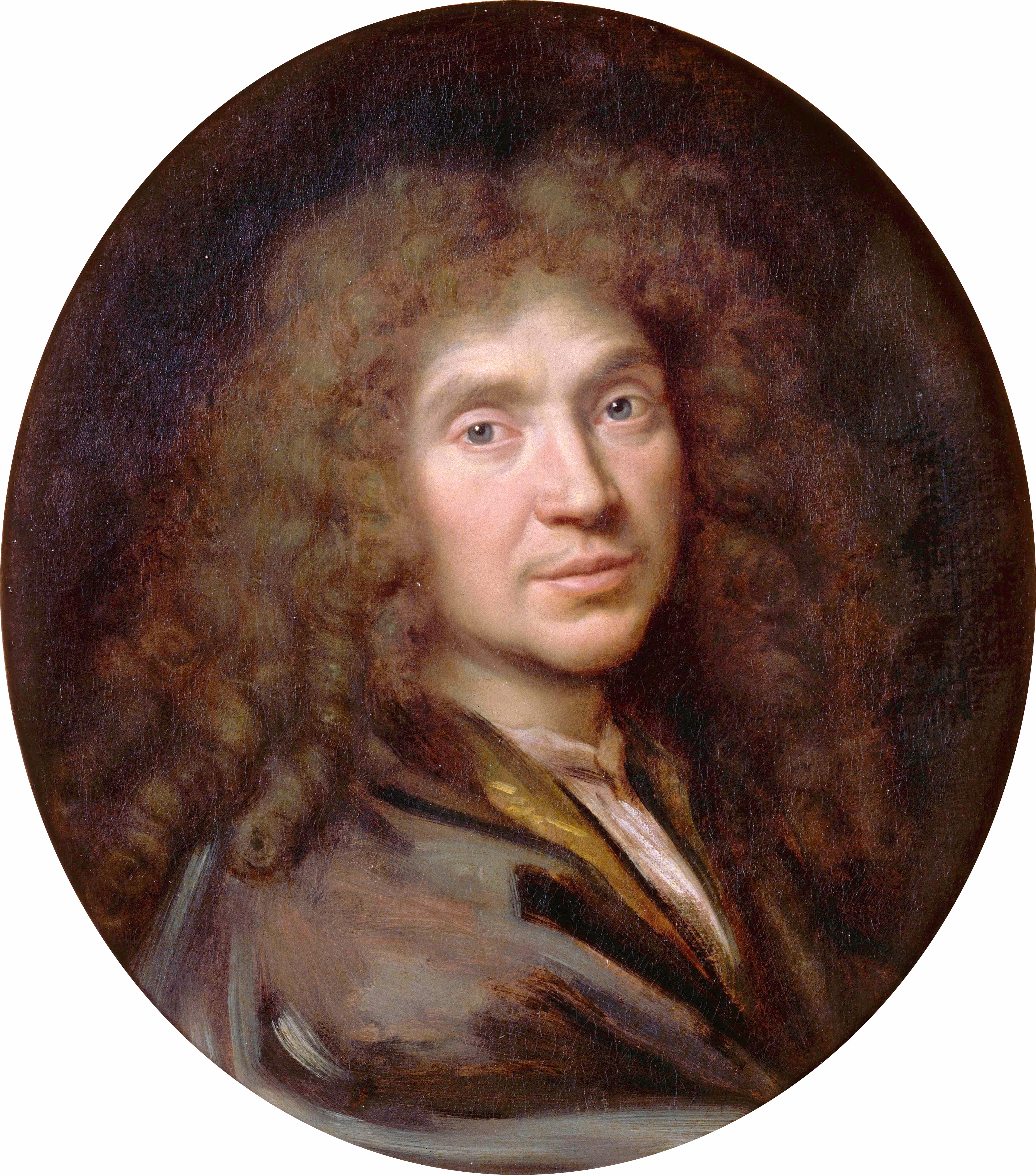
Molière
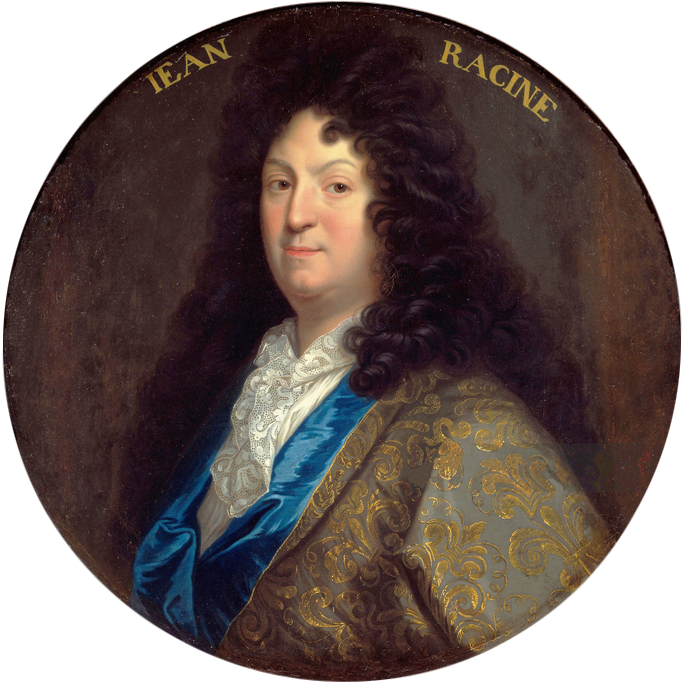
Jean Racine
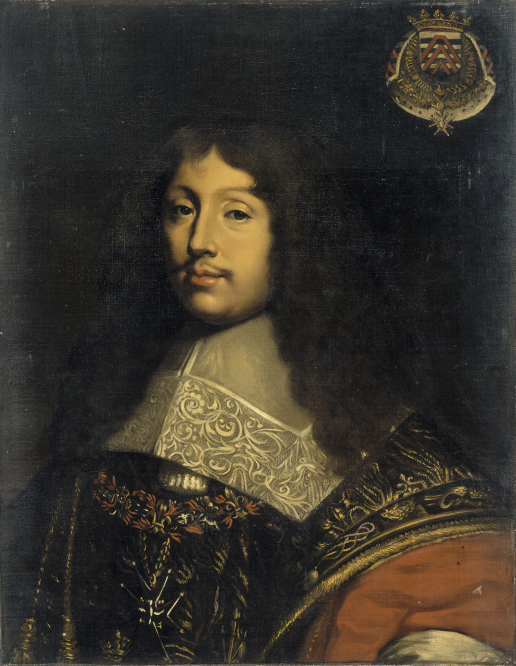
Der Moralist François de La Rochefoucauld
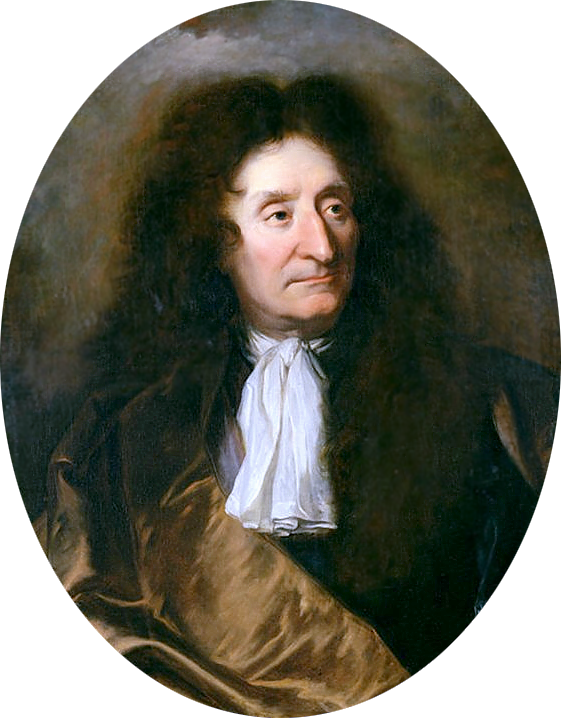
Jean de La Fontaine
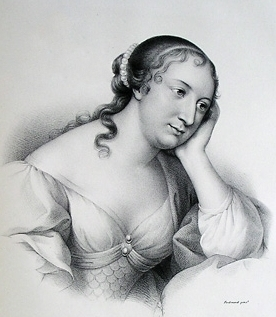
Madame de La Fayette

## 18. Jahrhundert: Aufklärung

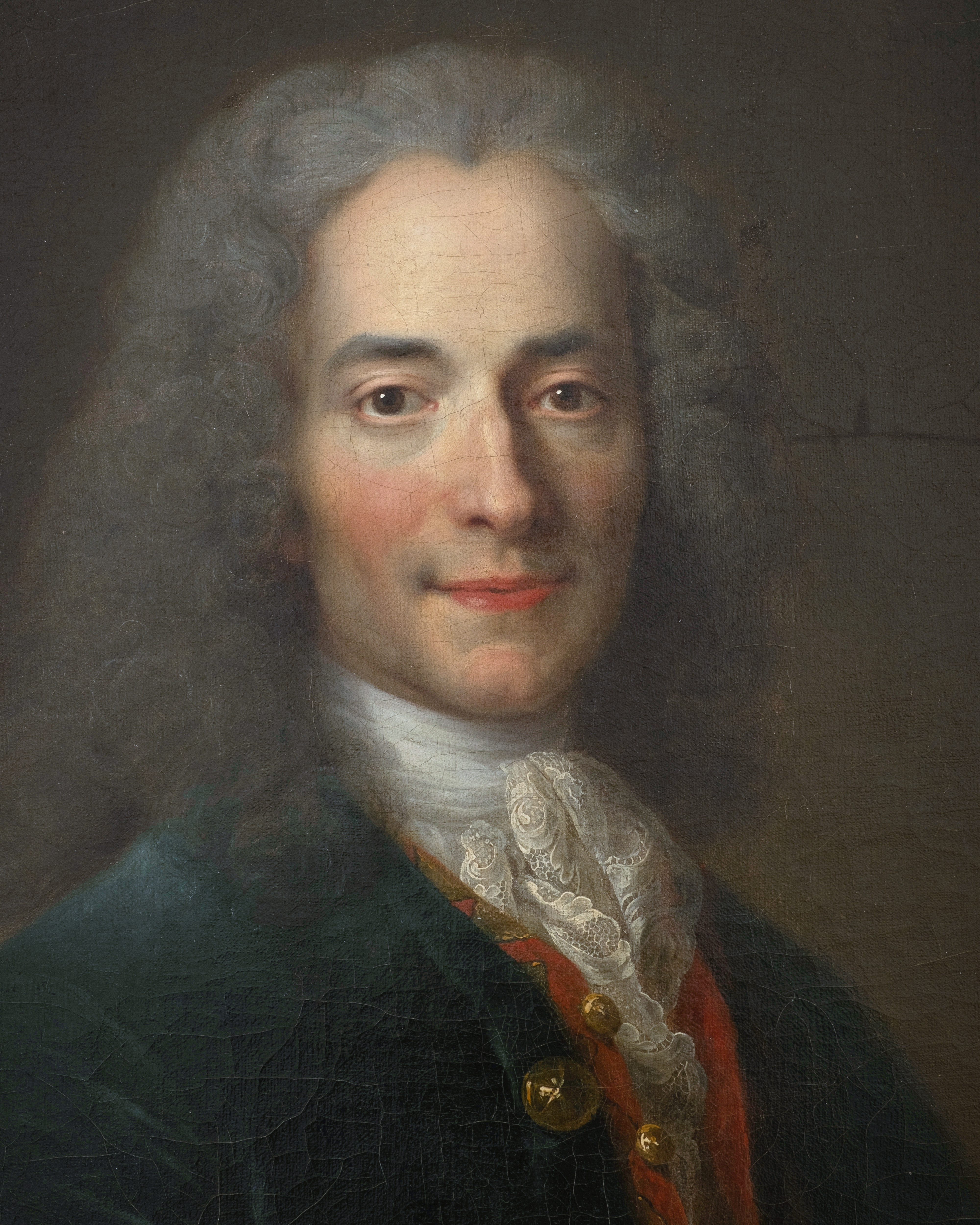
Voltaire

Die Literatur der französischen Aufklärung, des französisch Siècle des Lumières, kennzeichnet eine enge Verbindung zwischen Philosophie und Literatur. Die Mehrzahl der großen Autoren der französischen Aufklärung sind gleichermaßen Philosophen und Literaten. Romane und Theaterstücke dienen dazu, aufklärerisches Gedankengut zu formulieren und zu vermitteln. Erklärtes Ziel ist es, Licht in die dunkle Zeit des Barocks und der absolutistischen Monarchie Frankreichs zu bringen. Sie kritisierten die absolutistische Monarchie und auch die katholische Kirche, forderten die Menschen dazu auf, ihrem eigenen Verstand und der Wissenschaft mehr zu vertrauen. Als Beispiele seien hier genannt Montesquieu (Autor des L’Esprit des Lois und der Lettres Persanes), Jean-Jacques Rousseau (Autor des Discours sur l'inégalité und der La Nouvelle Héloïse), Voltaire (Autor des Dictionnaire philosophique und des Candide, ou l'optimisme) oder Denis Diderot (mit D'Alembert Leiter der L'Encyclopédie und Autor von Jacques le fataliste). Die Schriftsteller des „Siècle des Lumières“ gelten auch als Wegbereiter der französischen Revolution, so sollen die Revolutionäre angeblich gerufen haben: « C'est la faute à Voltaire » (deutsch: „Es ist wegen Voltaire!“)

### Der Roman der französischen Aufklärung
Der Roman der Aufklärung kann seinen Status als wichtige und ernst zu nehmende Gattung verfestigen. Dies zeigt sich in den zahlreichen theoretischen Reflexionen über Geschichte und Natur des Romans, in den nach und nach steigenden Publikationszahlen und vor allem in einer Ausdifferenzierung der Formen und Themen des Romans.
Die wichtigsten Romanformen der französischen Aufklärung sind der Briefroman und der Memoirenroman. Berühmte Briefromane sind Montesquieus Lettres Persanes (1721), Jean-Jacques Rousseaus La Nouvelle Héloïse (1761) und Choderlos de Laclos’ Liaisons dangereuses (1782). Wichtige Memoirenromane, in denen ein Erzähler rückblickend von seinem Leben berichtet, sind Marivaux’ La Vie de Marianne (1731) und Sades Justine ou les infortunes de la vertu. Wichtige thematische Untergattungen des Romans sind vor allem der Gesellschaftsroman (roman de moeurs), der philosophische Roman (Diderot), der libertine Roman (Sade), der utopische Roman (Mercier), der imaginäre Reisebericht (Beispiel: Voyage autour de ma chambre (Reise um mein Zimmer) (1794) von de Maistre) und der Schauerroman (roman noir oder roman gothique).

### Das Theater der französischen Aufklärung
Das Theater der französischen Aufklärung schreibt einerseits Traditionen des klassischen Zeitalters fort (beispielsweise die formal klassischen Tragödien von Voltaire), entwickelt andererseits auch ganz neue Schwerpunkte und Formen (beispielsweise in Marivaux’ kurzen Stücken zu aufklärerischen Fragestellungen, in Diderots bürgerlichem Trauerspiel (le drame bourgeois) oder bei Beaumarchais).

### Die Poesie in der französischen Aufklärung
Die Dichtung der französischen Aufklärung ist lange verkannt worden. Man ging davon aus, dass sich dieses vernunftbestimmte Zeitalter nicht mit der Poesie verträgt. Einerseits wird die Versform im 18. Jahrhundert aber nicht primär als Form des lyrischen Ausdrucks verstanden, sondern dient in vielen Fällen der Vermittlung philosophischer Gedanken. Andererseits verbindet die Aufklärung rationale mit sentimentalen Aspekten und greift dann auch auf die Poesie zurück (beispielsweise bei Jacques Delille oder André Chénier).

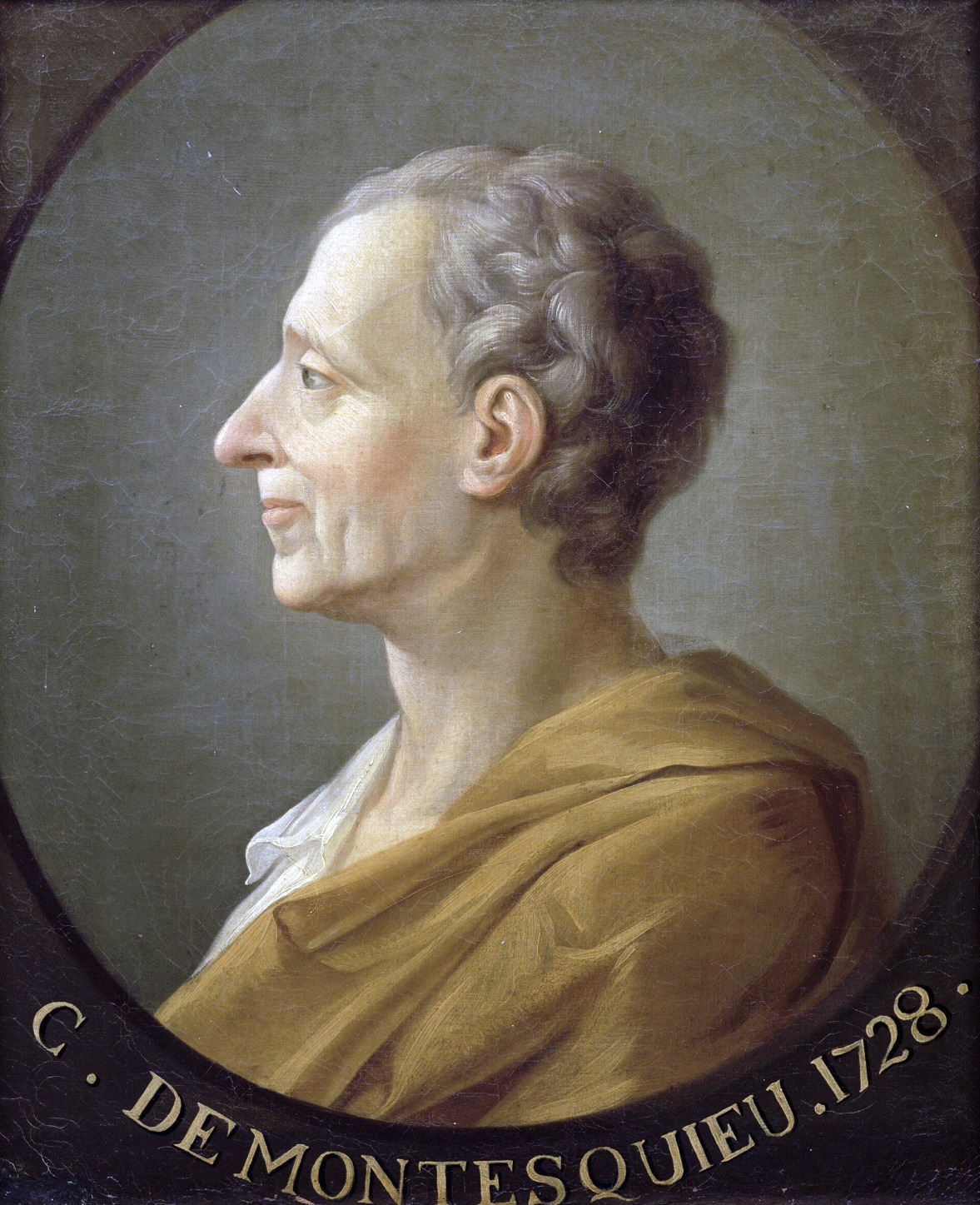
Baron de Montesquieu, 1728
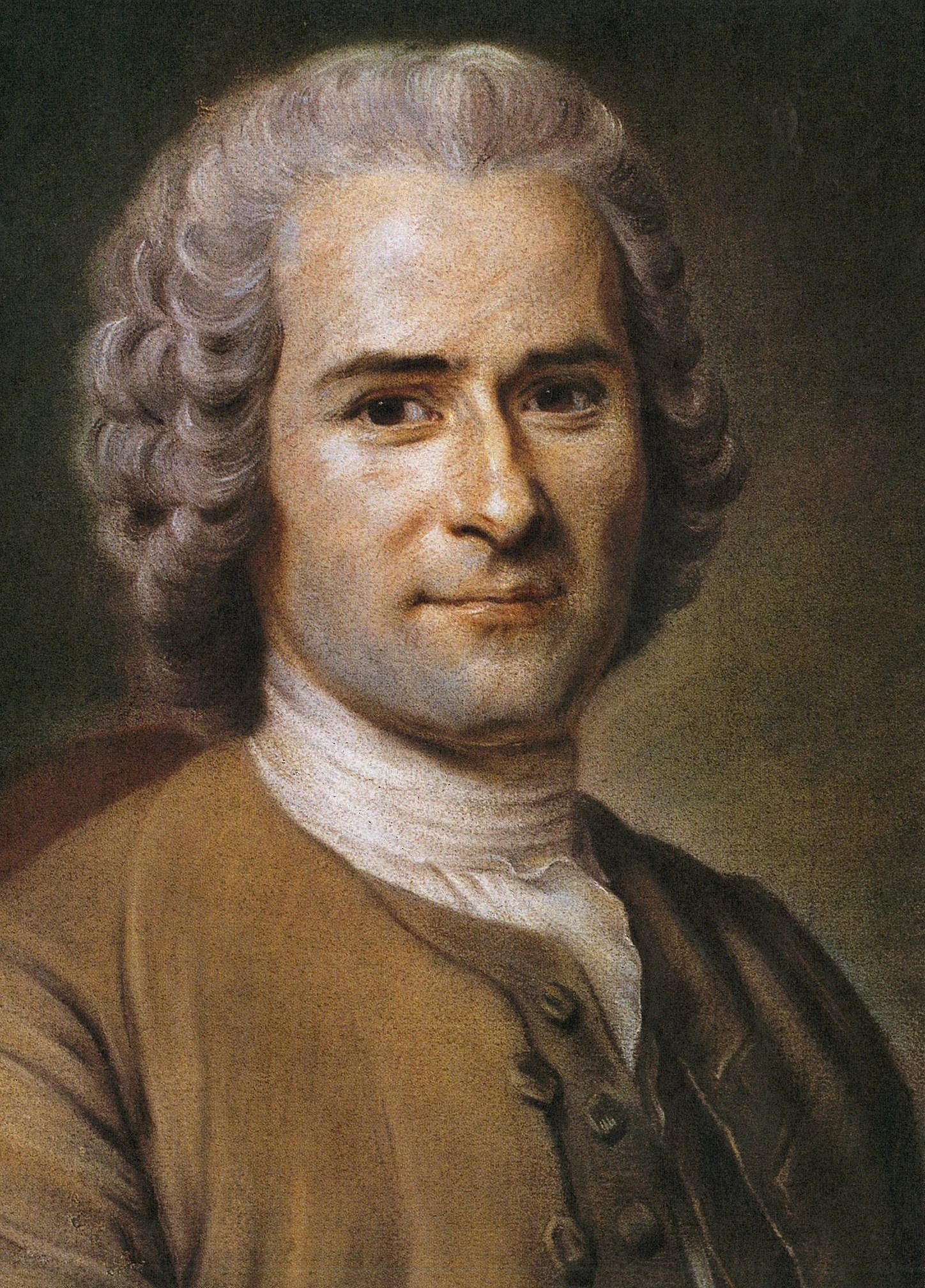
Jean-Jacques Rousseau, Pastell von Maurice Quentin de La Tour, 1753
Jean Baptiste le Rond d’Alembert, Porträt von Maurice Quentin de La Tour, 1753
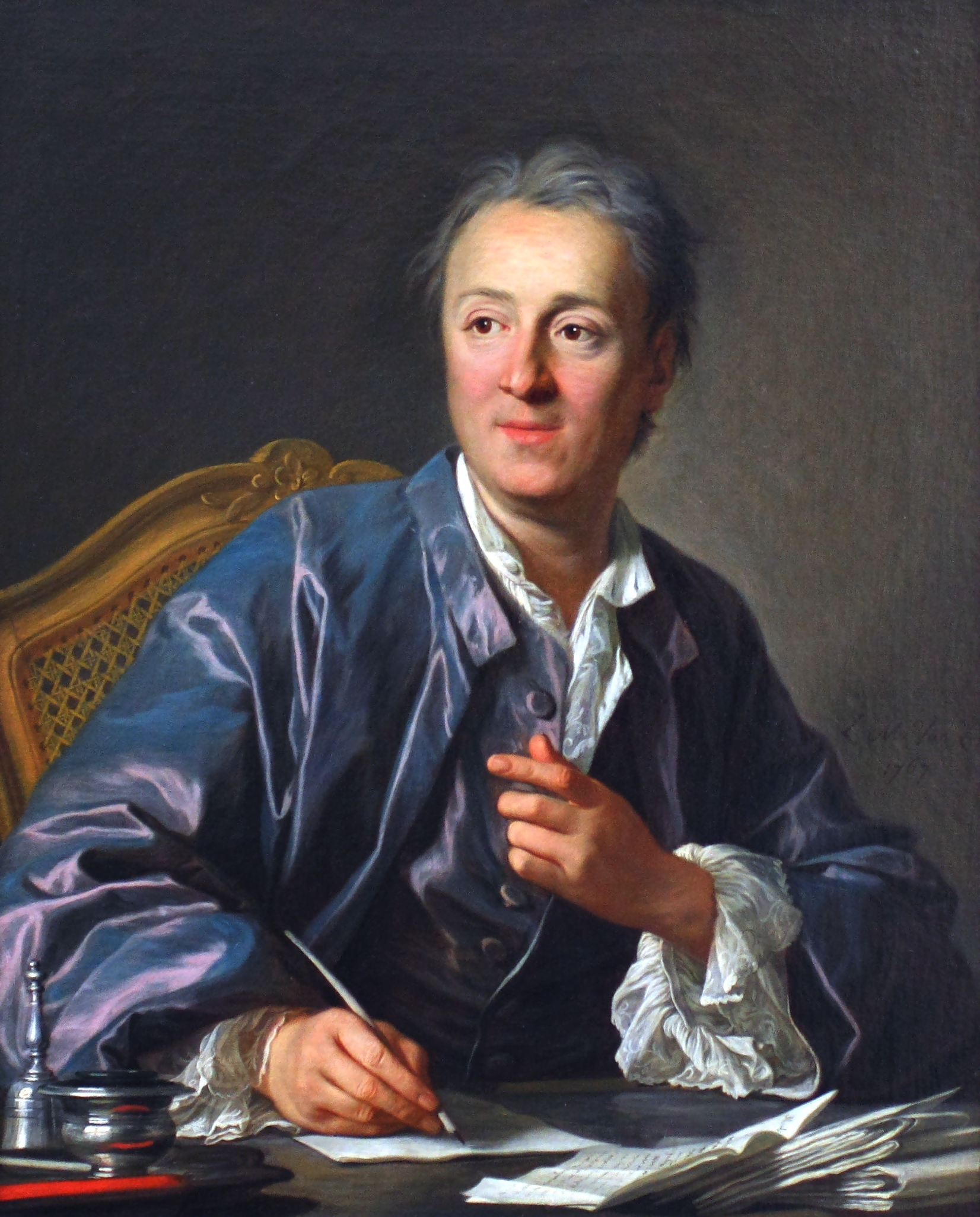
Denis Diderot, Gemälde von Louis-Michel van Loo, 1767
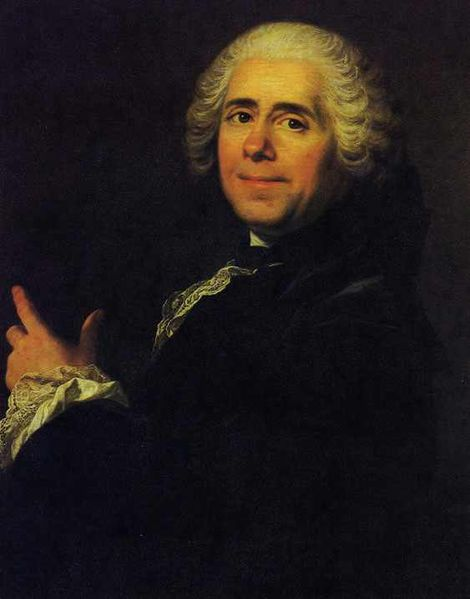
Pierre Carlet de Marivaux
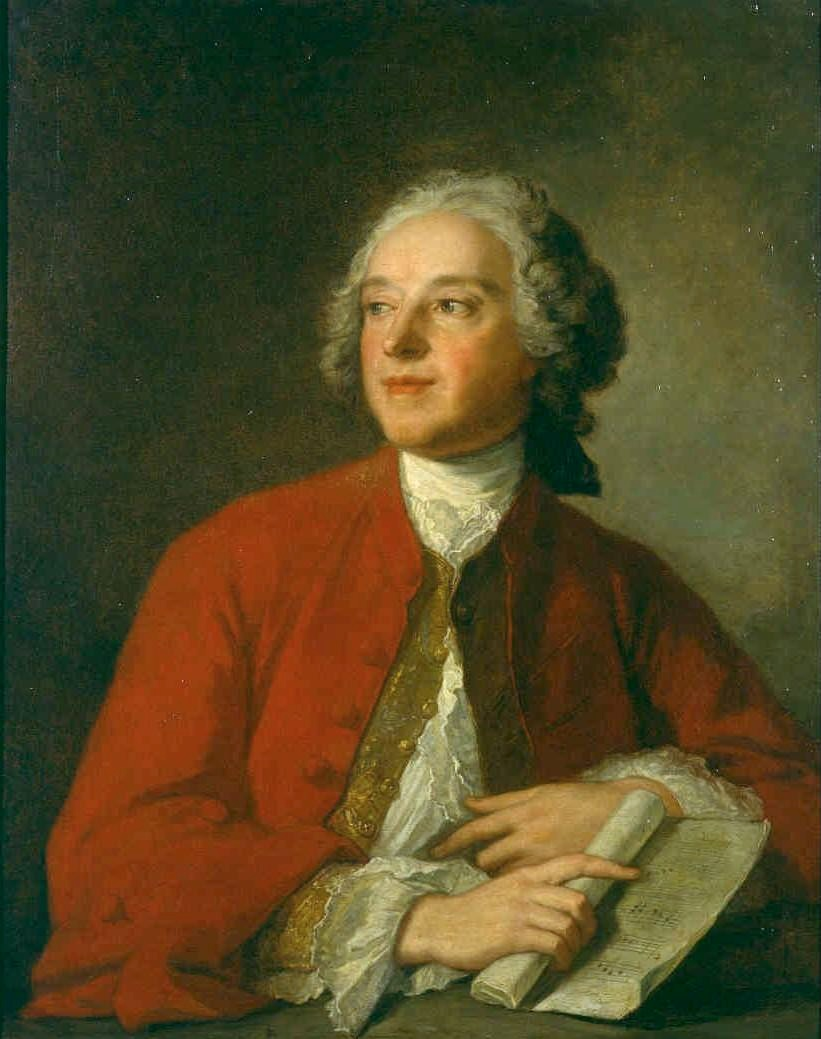
Beaumarchais

## 19. Jahrhundert
Frankreich hatte im 19. Jahrhundert nicht weniger als sieben verschiedene Regierungs- und Verfassungsformen – die Herrschaft der Hundert Tage nicht mitgerechnet. Hinzu kommt die Auseinandersetzung zwischen Laizismus und politischem Katholizismus. Auch das literarische Leben ist von vielen verschiedenen Strömungen gekennzeichnet, die sich teils bekämpfen. Das macht das 19. Jahrhundert zu einem besonders dynamischen und interessanten Zeitalter der französischen Literatur.

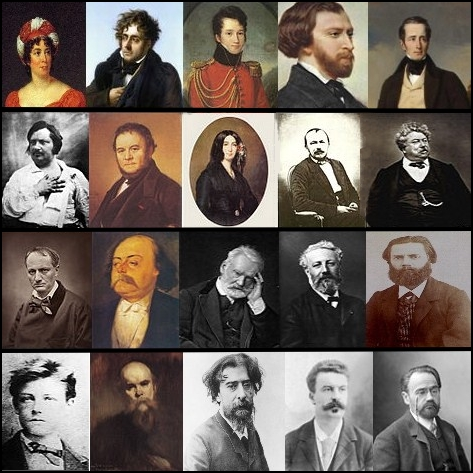
Schriftsteller des 19. Jahrhunderts

Bis etwa 1835 dauerte die Ende des 18. Jahrhunderts einsetzende Romantik an. Sie ist eindeutig die wichtigste literarische Strömung dieser Epoche. Wichtige Namen sind zum Beispiel Victor Hugo, François-René de Chateaubriand, Lamartine sowie Anne Louise Germaine de Staël, die Frankreich für den Einfluss der deutschen Romantik öffnete.
Es folgte der bis ca. 1880 andauernde Realismus. Er war durch die industrielle Revolution und die dadurch neu entstandene Gesellschaftsordnung, also den Gegensatz von Bourgeoisie und Proletariat geprägt. Die Bourgeoisie und ihre Werte wurden dadurch natürlich zu einem wichtigen Thema. Berühmte Romanautoren waren Stendhal, Flaubert und Balzac, der in seinen 91 Romanen und Erzählungen ein lebendiges Bild aller Gesellschaftsklassen entwirft.
Ein durch die stürmische Entwicklung der Technik angeregter Autor des 19. Jahrhunderts in Frankreich war Jules Verne (1828–1905). Mit Romanen wie Reise um die Erde in achtzig Tagen oder Die Reise zum Mittelpunkt der Erde gilt als einer der Begründer der Science-Fiction.
Die Periode von 1875 bis 1900 war durch zwei große Richtungen geprägt: Einerseits vom Naturalismus, dessen Hauptaussage war, dass der Mensch ein Produkt seines (genetischen) Erbes und seines Umfeldes oder Milieu ist. Daraus entstand auch Sozialkritik. Neben Maupassant (ein Schüler Flauberts) muss Zola als der bedeutendste Vertreter betrachtet werden.
Die andere große Stilrichtung in der Dichtung ist der Symbolismus. Dominant waren die Atmosphäre, der Traum und das Fantastische, auch das Gefühl der Dekadenz. Die Wirklichkeit wurde als Symbolwelt empfunden. Baudelaire, Verlaine, Rimbaud und Stéphane Mallarmé waren die wichtigsten Vertreter dieser Epoche. Ihr Einfluss reichte weit in das 20. Jahrhundert hinein.
Gegen Ende des Jahrhunderts setzte auch eine katholische, teils von mystischen Erfahrungen geprägte Gegenbewegung gegen den Naturalismus, Positivismus und Laizismus ein, der renouveau catholique mit Vertretern wie Paul Claudel und Joris-Karl Huysmans. Auch die Einflüsse der Werke Nietzsches und Henri Bergsons förderten die Abkehr vom Rationalismus.

## 20. Jahrhundert

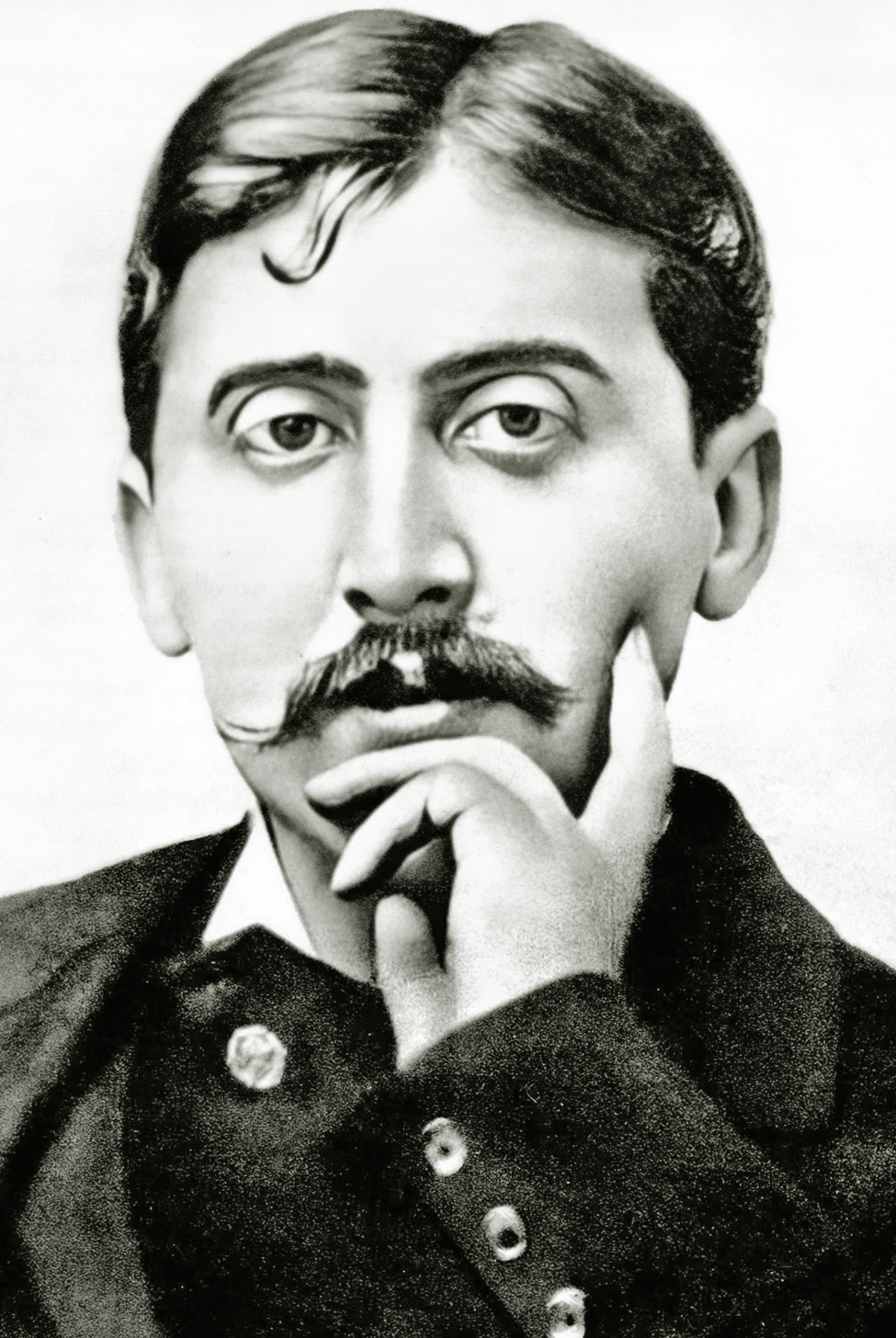
Marcel Proust

Zu Beginn des 20. Jahrhunderts spitzte sich der Konflikt zwischen nationalistisch-konservativen Autoren wie Maurice Barrès, katholischen Literaten wie Charles Péguy und liberal-republikanischen Intellektuellen um Zola und Anatole France zu. Vor dem Ersten Weltkrieg dominierten Patriotismus und Heroenkult. Noch während der Kriegsjahre erstarkten antibürgerliche Strömungen wie Expressionismus, Dadaismus und auch Surrealismus. Themen waren der Verlust von Werten, die Anonymität der Großstädte, aber auch die Religion. Außerdem wurde auch viel mit neuen Stilen und Formen experimentiert und gebräuchliche Konventionen fallen gelassen. Bedeutende Autoren waren Marcel Proust, André Gide (Literaturnobelpreis 1947), Paul Valéry und die Vertreter renouveau catholique Paul Claudel, François Mauriac (Nobelpreis 1952), Julien Green und Georges Bernanos.
Von 1935 bis 1950 sind zwei wichtige Strömungen die Literatur der beiden Kriege mit Vertretern wie Céline oder Saint-Exupéry und natürlich der Existenzialismus. Die bekanntesten französischen Vertreter des Existenzialismus sind Sartre, der den Literaturnobelpreis 1964 ablehnte, und Camus (Nobelpreis 1957).
Von 1950 bis 1975 war ein Hauptthema in den Büchern vieler bedeutender Schriftsteller die Kritik an den sozialen Zuständen. Das Konsumzeitalter wurde kritisiert, der Zerfall der Familien und das Leben der Unterprivilegierten, auch Soziologie und Psychologie. Wiederum gehören Sartre und Camus zu den bedeutendsten Autoren sowie Vian. Eine Form der sozialen Kritik am totalitären Zugriff auf die Massengesellschaft war das „Théâtre de l'absurde“, um das sich unter anderem Beckett, Ionesco und Schehadé verdient machten.

## 21. Jahrhundert
Viel gelesene und mit Preisen ausgezeichnete Autoren nach der Jahrtausendwende sind u. a. der jüdisch-US-amerikanisch-französische Jonathan Littell (* 1967), die senegalesisch-französische Marie NDiaye (* 1967), die aus Belgien stammende Amélie Nothomb (* 1966), der als Literaturkritiker, Drehbuchautor und Regisseur tätige Frédéric Beigbeder (* 1965) sowie der 1956 auf La Réunion im Indischen Ozean geborene Michel Houellebecq. Aus den jüngeren Generationen bekannt ist etwa Leila Slimani (* 1981). Seit 2000 erhielten vier Franzosen den Nobelpreis für Literatur: Gao Xingjian, Jean-Marie Gustave Le Clézio, Patrick Modiano und Annie Ernaux. Im Bereich des Dramas hervorzuheben ist die 1959 in Paris geborene Yasmina Reza (Der Gott des Gemetzels).